# 20289 Nettimi
20289 Nettimi este un asteroid din centura principală de asteroizi.

## Descriere
20289 Nettimi este un asteroid din centura principală de asteroizi. A fost descoperit pe 20 martie 1998 la Socorro, New Mexico, în cadrul proiectului LINEAR. Asteroidul prezintă o orbită caracterizată de o semiaxă mare de 2,32 ua, o excentricitate de 0,12 și o înclinație de 6,5° în raport cu ecliptica.